# Ceglédi KKSE
Maillots
Actualités
Dernière mise à jour : 20 octobre 2015.
Le Ceglédi KKSE est un club de handball, situé à Cegléd en Hongrie, évoluant en Nemzeti Bajnokság I.

## Histoire
- 1953: Fondation du Ceglédi KKSE .
- 2012: Le club est termine deuxième de la Nemzeti Bajnokság I/B (division 2).
- 2013: Le club termine quatrième des Play-downs de la Nemzeti Bajnokság I.
- 2014: Le club termine quatrième des Play-downs de la Nemzeti Bajnokság I.
- 2015: Le club termine troisième des Play-downs de la Nemzeti Bajnokság I.

## Palmarès
- Nemzeti Bajnokság I/B
  - Deuxième: 2011-2012